# Montez Ford
Kenneth Crawford (sinh ngày 21 tháng 5 năm 1990) còn được biết đến với cái tên trên võ đài là Montez Ford, là một đô vật chuyên nghiệp hiện đang ký hợp đồng với WWE, biểu diễn trên thương hiệu Raw. Anh hiện đang là những nhà vô địch WWE Raw Tag Team Championship cùng Angelo Dawkins trong lần giữ đai này đầu tiên.
Trước đó, Crawford còn thi đấu trên thương hiệu đang phát triển của WWE là NXT dưới cái tên thật của mình. Anh cũng từng giành NXT Tag Team Championship, cùng Angelo Dawkins.

## Sự nghiệp đấu vật chuyên nghiệp

### WWE

#### NXT (2015-2019)
Crowford ký hợp đồng với WWE vào tháng 4 năm 2015 và được chuyển tới Trung tâm Huấn luyện WWE. Anh có lần ra mắt đầu tiên vào ngày 29 tháng 9 năm 2015 trong trận battle royal tại một sự kiện trực tiếp của NXT, thương hiệu phát triển của WWE. Tuy nhiên, sau một loạt lần xuất hiện trong các sự kiện trực tiếp của NXT, Crowford đã gặp chấn thương vào tháng 5 năm 2016 và khiến anh không thể thi đấu trong ba tháng. Sau khi phục hồi, Crowford sử dụng tên mới Montez Ford và hợp tác với Angelo Dawkins, thành lập nhóm Street Profits.
Vào ngày 12 tháng 7 năm 2017, một bộ phim hoạt hình về sự ra mắt của bộ đôi được phát sóng trên NXT. Lần ra mắt này vào ngày 9 tháng 8 trong tập NXT, khi Street Profits đánh bại Metro Brothers. Trong tập NXT ngày 16 tháng 8, Street Profits đánh bại Chris Silvio và Lars Sullivan, và sau đó họ sẽ tiếp tục đấu với các đội khác lần lượt là Ealy Brothers, hai đô vật địa phương, Riddick Moss và Tino Sabbatelli, Kris Starr và Riley Apex. Vào ngày 17 tháng 1 năm 2018, Street Profits phải đối mặt với The Author of Pain (Akam và Rezar) để xác định ứng cử viên số một tranh đai NXT Tag Team Champion với ERA (Bobby Fish và Kyle O'Reilly) nhưng đã để thua. Họ đánh bại Heavy Machinery (Otis và Tucker) trong trận tứ kết của Dusty Rhodes Tag Team Classic trong NXT ngày 14 tháng 3. Vào ngày 2 tháng 5 trong NXT, họ thua TM-61 (Nick Miller và Shane Thorne).
Vào ngày 1 tháng 6 trong NXT, Street Profits đánh bại Daniel Burch và Oney Lorcan, The Forgotten Sons (Steve Cutler và Wesley Blake) và ERA (Bobby Fish và Kyle O'Reilly) trong trận đấu Thang để tái xác định NXT Tag Team Champion, để lần đầu tiên thắng đai. Họ bảo toàn đai cho đến ngày 14 tháng 8 trong tập NXT khi để mất đai cho ERA (Bobby Fish và Kyle O'Reilly) và thua tiếp trong trận tái đấu vào tuần sau. Họ đã đánh bại Daniel Burch và Loney Lorcan, ERA tại NXT TakeOver: Toronto II để giữ đai trước đó.

#### Raw (2019-nay)
Sau một vài lần xuất hiện trong hậu trường Raw, trong SmackDown ngày 11 tháng 10 năm 2019, Street Profits được chuyển sang dàn sao chính của Raw. Street Profits có vài trận đấu lẻ tẻ suốt ba tháng sau, đánh bại Luke Gallows và Karl Anderson (nhờ Kevin Owens can thiệp), cùng Humberto Carrillo thua The O.C. (AJ Styles, Luke Gallows và Karl Anderson), cùng Kevin Owens và Seth Rollins đánh bại Imperium (Walter, Alexander Wolfe), Fabian Aichner và Marcel Bathel) (thuộc NXT UK) và vài đội khác nữa. Họ đã có trận tranh đai WWE Raw Tag Team cùng Viking Raiders (Erik và Ivar) nhưng để thua. Và tiếp tục các trận khác, chủ yếu là The O.C., tranh đai vô địch, Seth Rollins và Murphy. Street Profits sau đó giành được đai vô địch lần đầu tiên sau khi đánh bại Seth Rollins và Murphy tại Elimination Chamber vào ngày 8 tháng 3 năm 2020. Họ dễ dàng đánh bại Brendan Vink và Shane Thorne, đều thuộc NXT trong trận đấu không tranh danh hiệu. Vào ngày 30 tháng 3 trong Raw, Street Profits cùng Kevin Owens đánh bại Angel Garza, Austin Theory (thuộc NXT) và Seth Rollins. Tại Đêm 2 WrestleMania 36, họ bảo toàn đai trước Angel Garza và Austin Theory. Hôm sau, họ tiếp tục bảo vệ đai trước đội của Angel và Austin nhưng bị loại do Zelina Vegas; sau đó họ cùng Bianca Belair đánh bại Angel, Austin và Vegas. Trong Raw ngày 4 tháng 5, họ thua Viking Raiders trong một trận đấu không tranh danh hiệu. Anh cùng Dawkins đánh bại Bobby Lashley và MVP hai tuần sau; họ sẽ hợp tác với Viking Raiders gọi là Viking Profits để đánh bại bốn ninja của Akiza Tozawa trong ba tuần sau nữa. Trong Raw ngày 20 tháng 7, họ đánh bại Andrade và Angel Garza.

### Evolve (2018-2019)
Vào ngày 28 tháng 10 tại Evolve 144, họ giành được Evolve Tag Team Champion bằng cách đánh bại Đội tuần tra Doom (Chris Dickinson và Jaka).

## Cuộc sống cá nhân
Vào ngày 9 tháng 6 năm 2017, mối quan hệ giữa Ford và đồng nghiệp Bianca Belair đã được công khai. Cặp đôi chính thức kết hôn vào cuối tháng 6 năm 2018. Anh tuyên bố mình đã có hai con trước khi kết hôn.

## Chức vô địch và danh hiệu
- Evolve
  - Evolve Tag Team Championship (1 lần) - với Angelo Dawkins
- Pro Wrestling Illustrated
  - Xếp thứ 184 trong số 500 đô vật đấu đơn tốt nhất - PWI 500 (2019)
- WWE
  - NXT Tag Team Championship (1 lần) - với Angelo Dawkins
  - WWE Raw Tag Team Championship (1 lần) - với Angelo Dawkins
  - WWE Year End 
    - Siêu sao WWE đột phá của năm (2019) cùng Angelo Dawkins